# ウズベキスタンの歴史

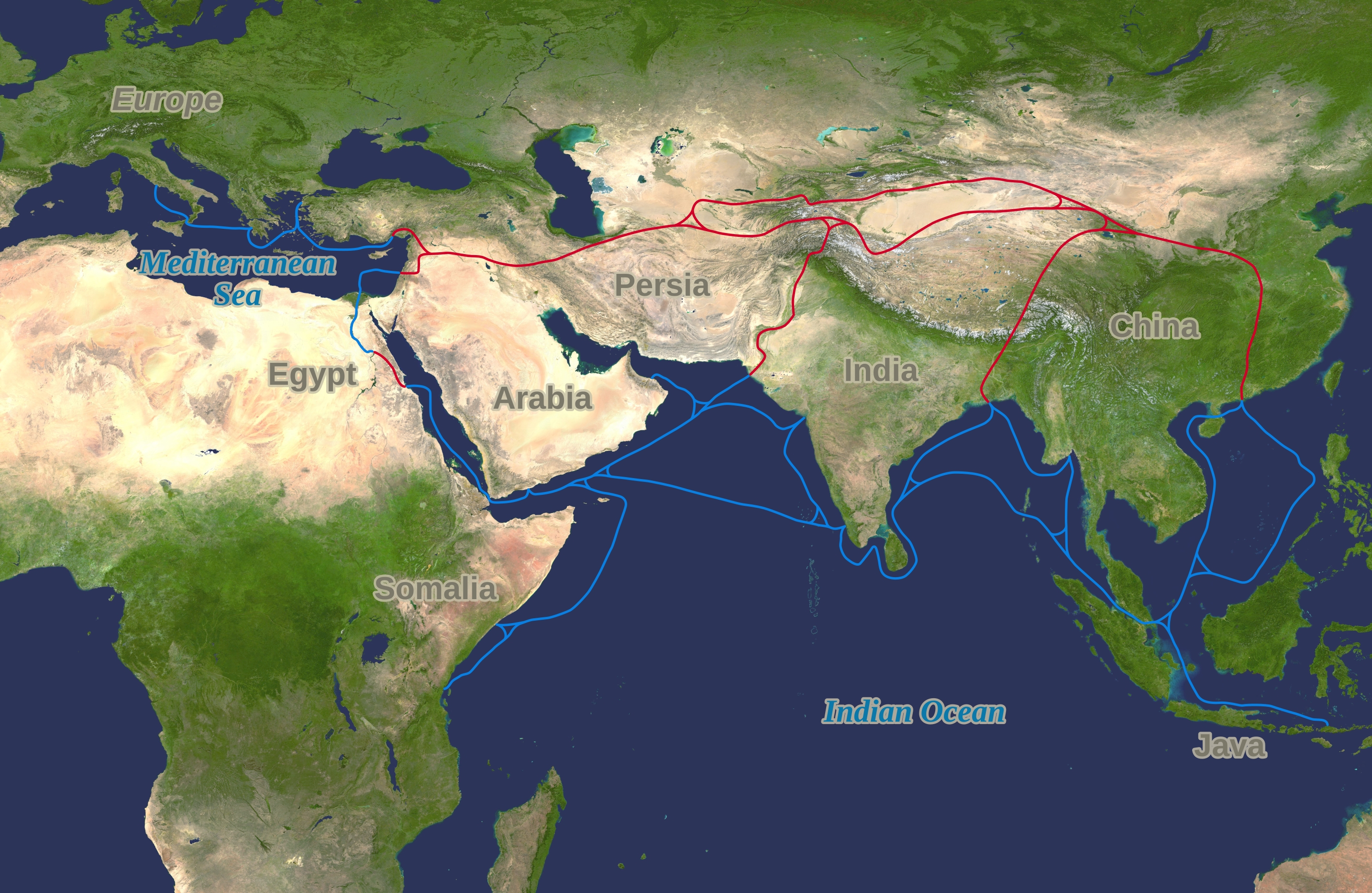
南ヨーロッパからアラビア半島、ソマリア、エジプト、ペルシア、インド、ジャワ、ベトナムを通って中国まで伸びるシルクロード。内陸国のウズベキスタンにとって、古代から中世にかけて非常に重要な役割を果たした。

本項目では、ウズベキスタンの歴史（ウズベキスタンのれきし）について記述する。

## 概要
紀元前1000年において、イラン系遊牧民は中央アジアの川沿いに灌漑システムを構築し、ブハラやサマルカンドといった都市を設立した。これらの場所はシルクロードとして知られる中国からヨーロッパまでを結ぶ交易道での貿易を通して極めて豊かな都市へと成長していった。紀元後7世紀、この貿易から非常に多くの利益を得ていたソグディアナのイラン人は自分たちの土地であるマー・ワラー・アンナフル（トランスオクシアナ）がこの地にイスラム教を広げようとするアラブ人により征服されるのを見た。アラブのアッバース朝政権のもと、8～9世紀はマワランナハルにおける学問と文化の黄金期を迎えた。テュルク人が北部からこの地方に侵入した際に、彼らは新たな国家を建設したが、彼らの多くは生来ペルシア化されていた。テュルク人国家が数世代に渡りこの地方を支配した後、12世紀にマワランナハルはイランやホラズム地方、アラル海南部とともに統一された。13世紀前半、この国家はチンギス・カン率いるモンゴル帝国の侵入を受け、彼らの後継者が中央アジアの幾つかの地域においてペルシア語話者たちを追い出すこととなった。ティムールの統治の下、マー・ワラー・アンナフルは最後の文化的繁栄を始め、その富はサマルカンドへと集められた。ティムール朝が分裂を始めた後、1510年頃にウズベク人の部族が中央アジア全域を征服した
16世紀、ウズベク人は二つの強力はハン国、ブハラ・ハン国とヒヴァ・ハン国を建国した。この時代、シルクロードの貿易市場は海上ルートの繁栄に伴い衰退を始めていた。ハン国はイランとの戦争により孤立し、北部の遊牧民の襲撃により弱体化した。19世紀初め、3つのハン国、ブハラ・ハン国、ヒヴァ・ハン国、コーカンド・ハン国は短期間ながら復活の時を過ごした。しかし、19世紀半ばには中央アジア地域の商業的な潜在力、特に綿花に惹き付けられたロシア帝国が中央アジアへと侵攻を開始した。1876年までにロシア帝国は3つのハン国全て(従って現代のウズベキスタン全域) を保護国化し、ハンに対しては限られた自治権のみを与えた。19世紀後半、ウズベキスタン国内におけるロシア人の人口は増加し幾つかの工業化が行われた。
20世紀初め、中央アジアの知識層が現代のウズベキスタンに集まってジャディード運動を起こし、ロシア帝国による支配を打倒しようと提唱する運動を展開した。1916年、第一次世界大戦を戦うロシア軍への中央アジア人の徴兵義務が課されたことでウズベキスタンやその他の中央アジア各都市において暴動が起きた。1917年にロシア帝政が打倒され、ジャディード運動家は短期間ながらコーカンドに自治政府を樹立した。ボリシェヴィキ党がモスクワで権力を確立すると、ジャディード運動家はロシア共産主義の支持者とバスマチ蜂起として知られる広範囲の暴動の支持者に分裂した。暴動が1920年代前半に鎮圧されると、ファイズッラ・ホジャエフなどのウズベキスタンの共産主義指導者たちが国内で実権を握った。1924年、ソビエト連邦は現代のウズベキスタンとタジキスタンの一部を含むウズベク・ソビエト社会主義共和国 (ウズベクSSR) を建国した。タジキスタンは1929年に分離しタジク・ソビエト社会主義共和国を形成した。1920年代後半から1930年代前半にかけて、大規模な集団農場による農業が中央アジアに大規模飢饉をもたらした。1930年代後半、ホジャエフとウズベクSSR全体の指導者たちに対しソビエト連邦の指導者であったヨシフ・スターリンにより大粛清が実行され、ロシア人官僚が彼らに代わり実権を握った。1930年代に始まったウズベキスタンにおける政治的、経済的な生活のロシア化は1970年代まで続いた。第二次世界大戦中、戦争努力に対する「破壊」行為を抑制するためスターリンはコーカサスやクリミアから追放された危険人物をウズベキスタンへと送り込んだ。
ウズベキスタン全体を覆うモスクワ中央政府の制御はウズベク人の政党指導者シャラフ・ラシドフが多くの仲間や親戚を権力の要職に就けたことで1970年代に弱まった。1980年代半ば、モスクワ中央政府はウズベキスタンの政党指導者を粛清することで再度政府の制御を試みた。しかし、これは綿花の単種栽培の強制やイスラム教の伝統に対する抑圧といったソビエト連邦の政策により長きに渡り押さえつけられてきたウズベク人の不満を噴出させ、この運動はウズベク人のナショナリズムを刺激した。1980年代後半、ミハイル・ゴルバチョフのもと自由解放的な雰囲気が政治的に対立するグループを生み出し、ウズベキスタンにおけるソビエト連邦の政策に反対する者が発言するようになった(限られてはいたが) 。1989年、一連の暴力的な民族抑制の結果、ウズベク人という民族において外部の者であったイスラム・カリモフを共産党第一書記として任命することとなった。ウズベキスタンのソビエト最高会議が1991年にソビエト連邦からの独立を仕方なく認めると、カリモフはウズベキスタン共和国の初代大統領となった。
1992年、ウズベキスタンは新たな憲法を採択したが、主な野党であったビルリクは禁止政党に指定され、一連のメディアに対する抑圧が始まった。1995年、国民投票によりカリモフの大統領の任期が1997年から2000年まで延長された。ウズベキスタン東部で1998年から1999年にかけて起きた一連の爆弾テロ事件により政府はイスラム過激派グループ、野党、少数派に対する取り締まりを強化した。2000年、カリモフは国際的な批判を受けた選挙において圧倒的な得票率で再選を果たした。この翌年、ウズベキスタンはタジキスタンとの国境全域に地雷を敷設し始めことで新たに深刻な地域問題を引き起こし、ウズベキスタンは地域の覇権を狙う国という悪いイメージを植え付けられることとなった。2000年代前半、隣国であるキルギスやトルクメニスタンに対しても同様の緊張関係へと発展した。2000年代半ば、相互防衛条約が実質的にロシアとウズベキスタンの二国間において強化された。キルギスとの緊張関係は2006年にウズベキスタンが暴動後アンディジャンからキルギス領内に逃亡した何百人もの避難者の引渡しをキルギスに対して要求した際にさらに悪化することとなった。一連の国境事件もまた隣国のタジキスタンとの緊張関係の悪化の原因となった。2006年、カリモフは一人の副大統領を含む政府内の部下に対し任意に解雇を続けている。

## 先史時代
1938年、A. Okladnikovは7万年前の8～11歳と推定されるネアンデルタール人の子供の頭蓋骨をウズベキスタンのテシク・タシュにおいて発見した。

## 古代

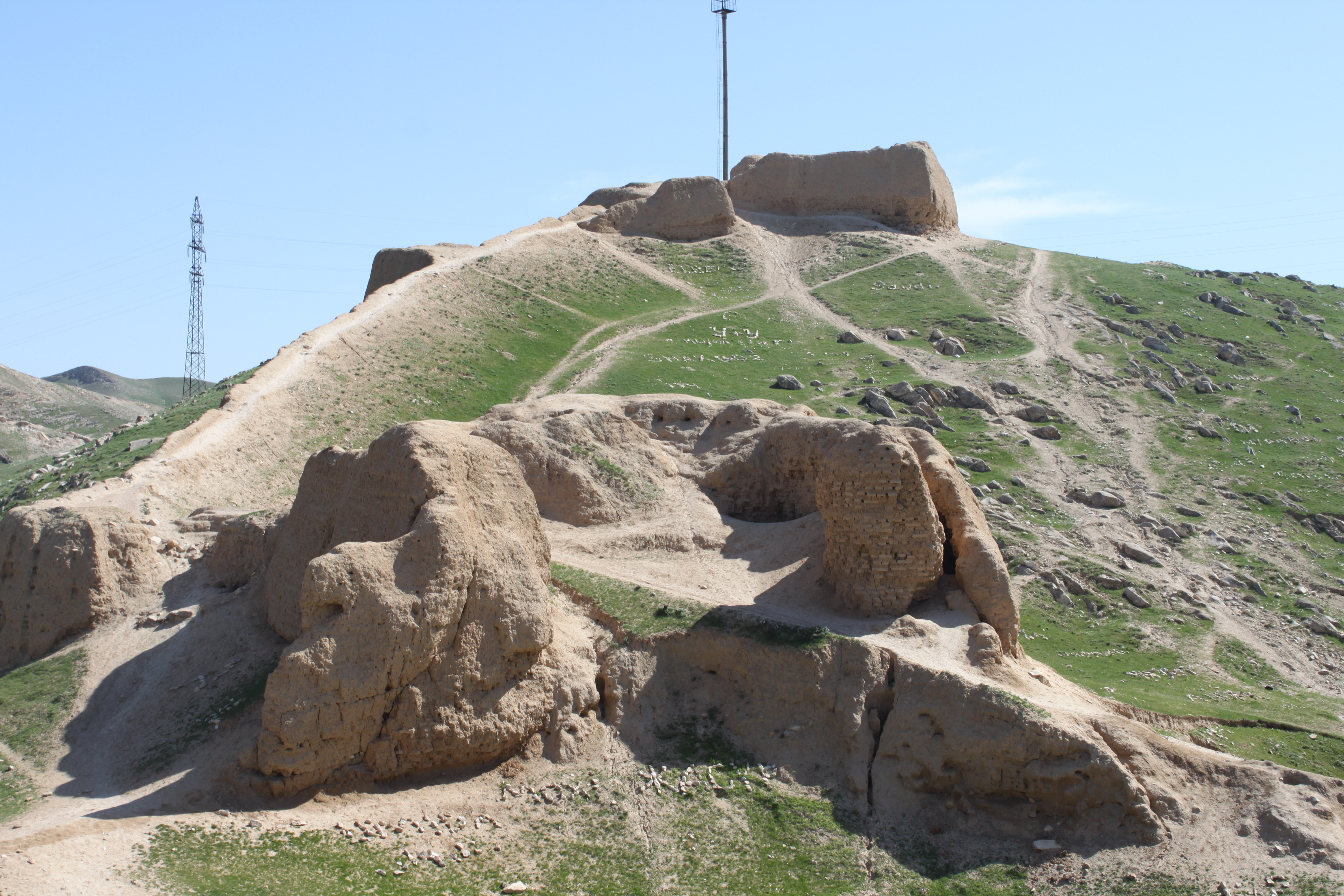
アレクサンドロス大王はかつてこの地域に攻め入り、要塞を築いた。要塞跡は現代のヌラタにある。

中央アジアを最初に支配したと考えられる人々は紀元前1000年にまで遡り、現代のカザフスタン領に入る、北部の草原出身のイランの遊牧民である。彼ら遊牧民はイラン方言を話し、中央アジアで暮らしており、地域の川沿いに広範囲に渡る灌漑システムを構築し始めた。この時代に、ブハラやサマルカンドといった都市が政治や文化の中心地として出現し始めた。紀元前5世紀までに、バクトリア人、ソグディアナ人、トハラ人国家がこの地域を支配した。中国が西方地域との絹の貿易を発達させ始めるに連れて、イランの都市は貿易の中心となることでこの商売の利益を得た。ウズベキスタンのマー・ワラー・アンナフル (アラブの征服の後にこの地に与えられた名前) の地域にある都市や集落の広範囲なネットワークを使用することで、現代中国の新疆ウイグル自治区のような遙か東の地域との貿易を通しソグディアナの仲介商人はこのようなイラン商人において富裕層を形成した。シルクロードとして知られる道中の貿易により、ブハラやサマルカンドは次第に極めて豊かな都市へと成長していき、同時代においてマワランナハルは非常に影響力があり、権勢を誇る古代ペルシア有数の地域となっていた
マー・ワラー・アンナフルの富は北部ステップや中国からの侵攻を常に惹きつけるものとなっていた。数多くの地域間抗争がソグディアナ人国家とマー・ワラー・アンナフルのその他の国家の間で起こり、ペルシア人と中国人はこの地域を巡って延々と続く対立関係にあった。アレクサンドロス大王は紀元前328年にこの地方を征服し、一帯を自身のマケドニア王国の支配下においた。
しかし、同世紀、この地域は学問や宗教の重要な中心地でもあった。紀元後1世紀までこの地域における主な宗教はゾロアスター教であったが、仏教やマニ教、キリスト教もまた数多くの者により信仰の対象となっていた。

## 初期イスラム時代

カリフの時代
ムハンマド下における領土拡大, 622–632/A.H. 1-11
正統カリフ時代の領土拡大, 632–661/A.H. 11-40
ウマイヤ朝下における領土拡大, 661–750/A.H. 40-129

アラブ人ムスリムによる中央アジア征服は紀元後8世紀に完了し、この地域にその後支配的な宗教として浸透することとなる新たな宗教を持ち込んだ。アラブ人はペルシア征服期間において断続的な襲撃を行い、初め7世紀半ばにマー・ワラー・アンナフルに侵攻した。アラブ人の侵攻に関して利用できる情報源によれば、中央アジアのソグディアナ人とその他のイランの人々は内部抗争及び土着の強力な指導者の不足により、アラブ人の侵攻に対し自分たちの土地を守ることができなかったと考えられる。一方、アラブ人はクタイバ・イブン＝ムスリムという英明な君主に率いられており、彼らの新しい信仰 (公式には紀元後622年に始まった) を広げようという領土拡大に対する高い動機が存在していた。これらの要素により、マー・ワラー・アンナフルには早くもアラブ人が住み着いた。アラブ人により持ち込まれた新しい宗教は次第にこの地域に広まっていった。アラブ人到着以前にいくつかの点において既にペルシアの影響を受けて変化していた土着宗教のアイデンティティは続く数世紀で完全に塗り替えられることとなった。それにもかかわらず、中央アジアのイスラム王朝は750年にタラス川で起きた戦いにおける、中国軍に対するアラブ人の勝利により堅固なものとして建国された。
アラブ人による支配の期間は短かったが、中央アジアはペルシア文化の特徴の大部分を維持することに成功しており、新たな宗教が受け入れられた後の数世紀に渡り中央アジアは文化や貿易の重要な中心地となっていった。マー・ワラー・アンナフルは様々なペルシア王朝のもとにあって地域情勢における政治的に重要な役割を果たしつづけた。実際、750年に建国されその後5世紀にわたりアラブ世界を支配したアッバース朝は、当時覇権を争っていたウマイヤ朝に対する闘争の大部分を中央アジアの支持者からの支援に負っていた。
8-9世紀のアッバース朝の最盛期において、中央アジアとマー・ワラー・アンナフルに黄金期が訪れる。ブハラはイスラム世界における学問、文化、芸術の中心地の1つとなった。その素晴らしさはバグダード、カイロ、コルドバといった同時代を代表する文化都市と肩を並べるほどであった。ブハラはイスラム文化を代表する多くの偉大な歴史家、科学者、地理学者を輩出した。
アッバース朝のカリフの権力が弱体化し、他方でペルシアのイスラム教国がペルシアと中央アジアの支配権を握ったことにより、ペルシア語はこの地域における文学や行政において支配的な言語となる。ペルシア東部とマー・ワラー・アンナフルの統治者はペルシア人だった。サーマーン朝やブワイフ朝の下で、マー・ワラー・アンナフルの豊かなペルシア・イスラム文化は繁栄する。

## マー・ワラー・アンナフルのテュルク化

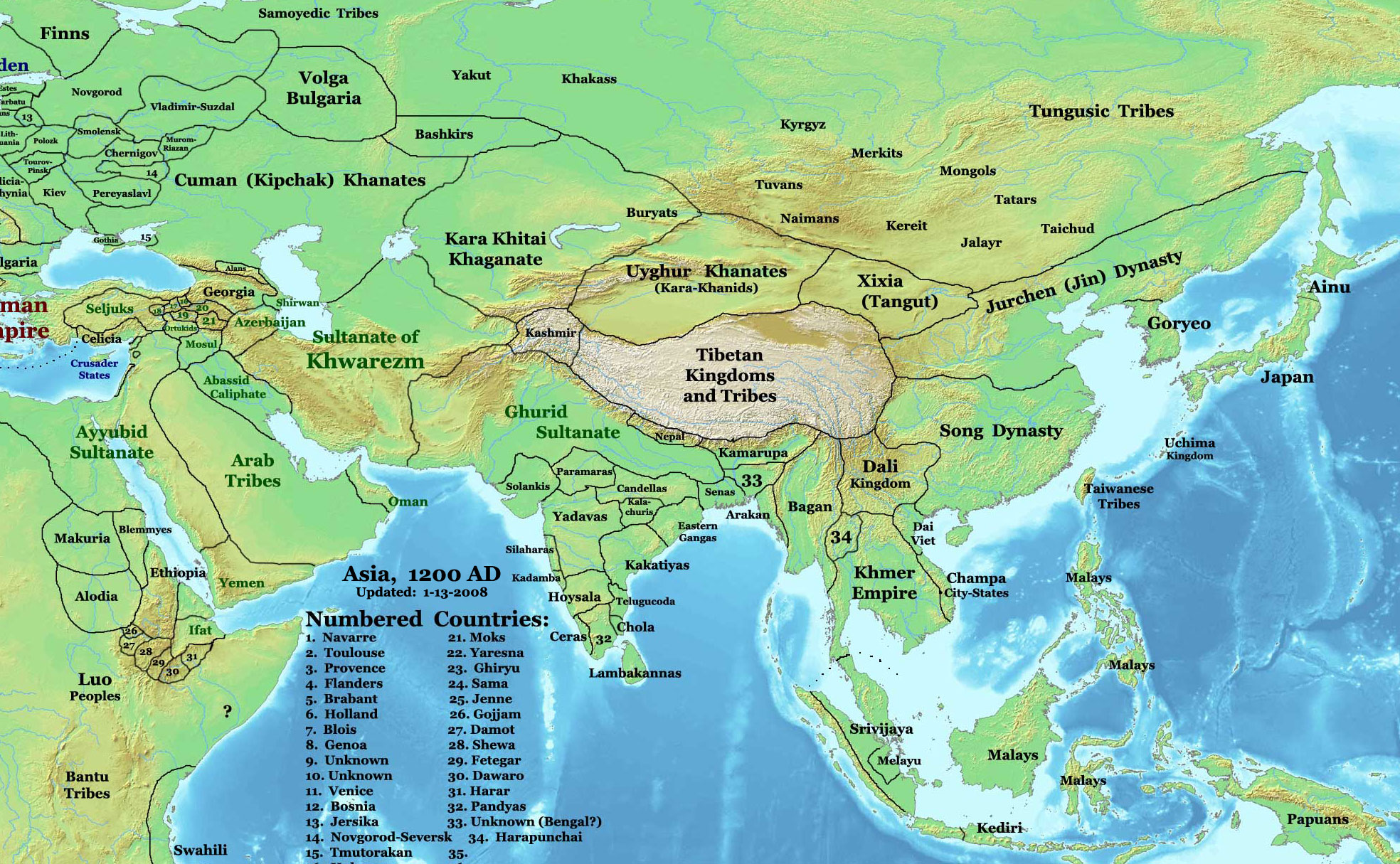
1200年当時のアジアの勢力図

9世紀、北部ステップからの遊牧民の流入は中央アジアに新たな部族集団をもたらした。これらの人々は東はモンゴルから西はカスピ海まで広がる緑の草原に住むテュルク人であった。サーマーン朝に主に奴隷戦士として紹介されたことで、これらのテュルク人はアッバース朝を含むこの地域の全ての国家において軍人として仕えた。10世紀後半には、サーマーン朝がマー・ワラー・アンナフルと北東イランの制御ができなくなり、これらの戦士の幾人かは地域の政府において権力を持つようになり、最終的には高度にペルシア化された自分たちの国家を建国した。テュルク人統治集団がこの地方において出現したことで、他のテュルク人部族がマー・ワラー・アンナフルへと移住し始めた。
この地方における最初のテュルク人国家は、10世紀末に建国されたガズナ朝である。ガズナ朝はアムダリヤ川南部を支配していたサーマーン朝を滅ぼして出来た国家で、スルタン・マフムードの時代にイラン、アフガニスタン、インド北部に及ぶ広い版図を実現した。ガズナ朝はその後すぐにテュルク人国家のカラハン朝に取って代わられた。カラハン朝は999年にサーマーン朝の首都を陥落させ、トランスオクシアナ地方を2世紀にわたって支配した。後にカラハン朝は分裂し、サマルカンドは西カラハン朝の首都に定められる。
しかし、ペルシアのセルジューク朝がマー・ワラー・アンナフル西部に進出すると、ホラズムのガズナ朝の領地はセルジューク朝に奪われ、ガズナ朝の支配領域は減少していった。セルジューク朝はカラハン朝も破ったが、カラハン朝の領土を直接統治下に置かず、カラハン朝を属国とした。10世紀末にはセルジューク朝は小アジアからマー・ワラー・アンナフルの西部地域、イラン、イラクに渡る広大な領域を支配したが、ケルマーン・セルジューク朝やイラク・セルジューク朝などの地方政権が独立する。そして、北方に居住するテュルク部族は、この時代にマー・ワラー・アンナフルへの移住を進める。また、この地方の文化、学術は政治的な変化の影響を受けることなく発展した。しかし、1141年にセルジューク朝のスルターン・アフマド・サンジャルがカトワーンの戦いにおいてカラ・キタイ（西遼）に敗れたため、セルジューク朝の勢力は衰退していく。
12世紀後半、アラル海南部地方のホラズム・シャー朝が台頭する。スルターン・アラーウッディーン・テキシュと彼の息子アラーウッディーン・ムハンマドの統治の下、ホラズム・シャー朝は最盛期を迎える。1210年頃にホラズム・シャー朝は西カラハン朝を滅ぼしてマー・ワラー・アンナフルを支配下に収め、サマルカンドを都に定めた。
しかし、北部からの新たな遊牧民の侵入によって状況は一変する。今回の侵略者はチンギス・カンと彼のモンゴル帝国軍であった。

## モンゴル帝国時代

モンゴル帝国はチンギス・カンのもと、13世紀前半に中央アジア一帯を征服した。

中央アジアに対するモンゴル帝国の侵攻はこの地方の歴史のターニングポイントの一つである。モンゴル帝国はあらゆる中央アジアの正統な支配者にはチンギス・カンの血族のみがなる事が出来るとする伝統を築いていたため、同地域に長く続く影響を与えた。
モンゴル帝国の中央アジアへの侵入は1219年から1225年まで続き、マー・ワラー・アンナフルの人口に劇的な変化をもたらした。チンギス・カンの軍隊はモンゴル人の将校に率いられていたものの、配下の兵士の多くはモンゴル軍に取り込まれたテュルク系民族により構成されていたため、征服地の幾つかの部分に急速なテュルク化をもたらした。モンゴル軍がマー・ワラー・アンナフルの都市を占領した際、彼らは逃亡しなかった現地の住民を自分たちの軍に取り込んだ。
モンゴル帝国の征服のもう一つの影響は、ブハラを始めとする都市やホラズムのような地方に対し、モンゴル軍の破壊がもたらした深刻な被害であった。ホラズムは甚大な被害を被り、ホラズム内の灌漑網は何世代にも渡り修復出来ないほど破壊された。そして、多くのペルシア系の知識人は迫害を逃れて南の土地への逃亡を強いられた。

## モンゴル帝国による支配とティムール朝
1227年にチンギス・カンが没した後、彼の帝国は彼の一族により分割された。帝国が瓦解する可能性もあったが、モンゴル帝国における伝統的な法は何世代にも渡る秩序だった継承を維持した。マー・ワラー・アンナフルの大部分は、チンギス・カンの次男であるチャガタイの子孫に継承された（チャガタイ・ハン国）。秩序だった王位継承や繁栄、国内平和がチャガタイ・ハン国にもたらされ、モンゴル帝国は全体的に強力な団結を保っていた。ホラズムは、南部をチャガタイ・ハン国に、北部をキプチャク・ハン国によって分割される。

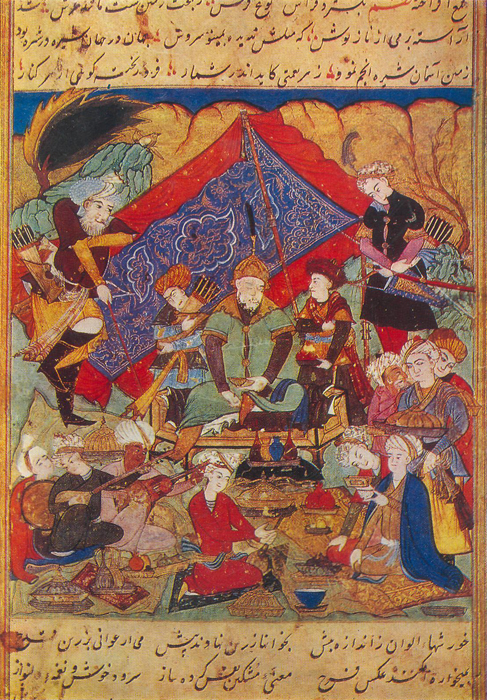
サマルカンドにおけるティムール朝の宴

14世紀前半からアジア各地のモンゴル国家で分裂が始まり、チャガタイ・ハン国もまた様々な部族集団がチャガタイ家の王子を擁立して争う混乱期に突入した。1370年代に、こうした部族集団の一つであるバルラス部の族長であったティムールがマー・ワラー・アンナフルに支配権を確立し、マー・ワラー・アンナフルの内争を終結させた。ティムール朝は西トルキスタン、イラン、インド北部、小アジア、アラル海北部の草原地帯を征服した。ティムールはロシアにも侵入し、1405年に中国への進軍の途上で陣没した。
ティムールはサマルカンドを首都に定め、数多くの芸術家や学者を征服した土地から連れてきた。これらの人々を支援することで、ティムールは自身の帝国に非常に豊かなペルシア・イスラム文化を吹き込んだ。ティムール及び彼の直系子孫の治世においては、幅広い宗教的建築物や宮殿の造営がサマルカンドやその他の大都市地域において着工された。ティムールは学者と芸術家のパトロンとしての役割も果たし、彼の孫ウルグ・ベクは世界有数の偉大な天文学者として名を遺した。ティムール朝時代にはチャガタイ語の形式をとったテュルク語がマー・ワラー・アンナフルにおいて文語の地位を獲得していたが、一方でティムール朝は本来はペルシア化された国家であった。偉大なチャガタイ語詩人であるアリー・シール・ナヴァーイーは15世紀後半、現代のアフガニスタン北西にあたるヘラートで活動していた。
15世紀半ばからティムール朝は二つに分裂した。そして、ティムール朝で継続する内部抗争はアラル海北部に生活する遊牧民であったウズベク族の注意を引きつけた。1501年、ウズベク人国家のシャイバーニー朝はマー・ワラー・アンナフルに対する大規模な侵攻を開始した。

## ウズベクの時代

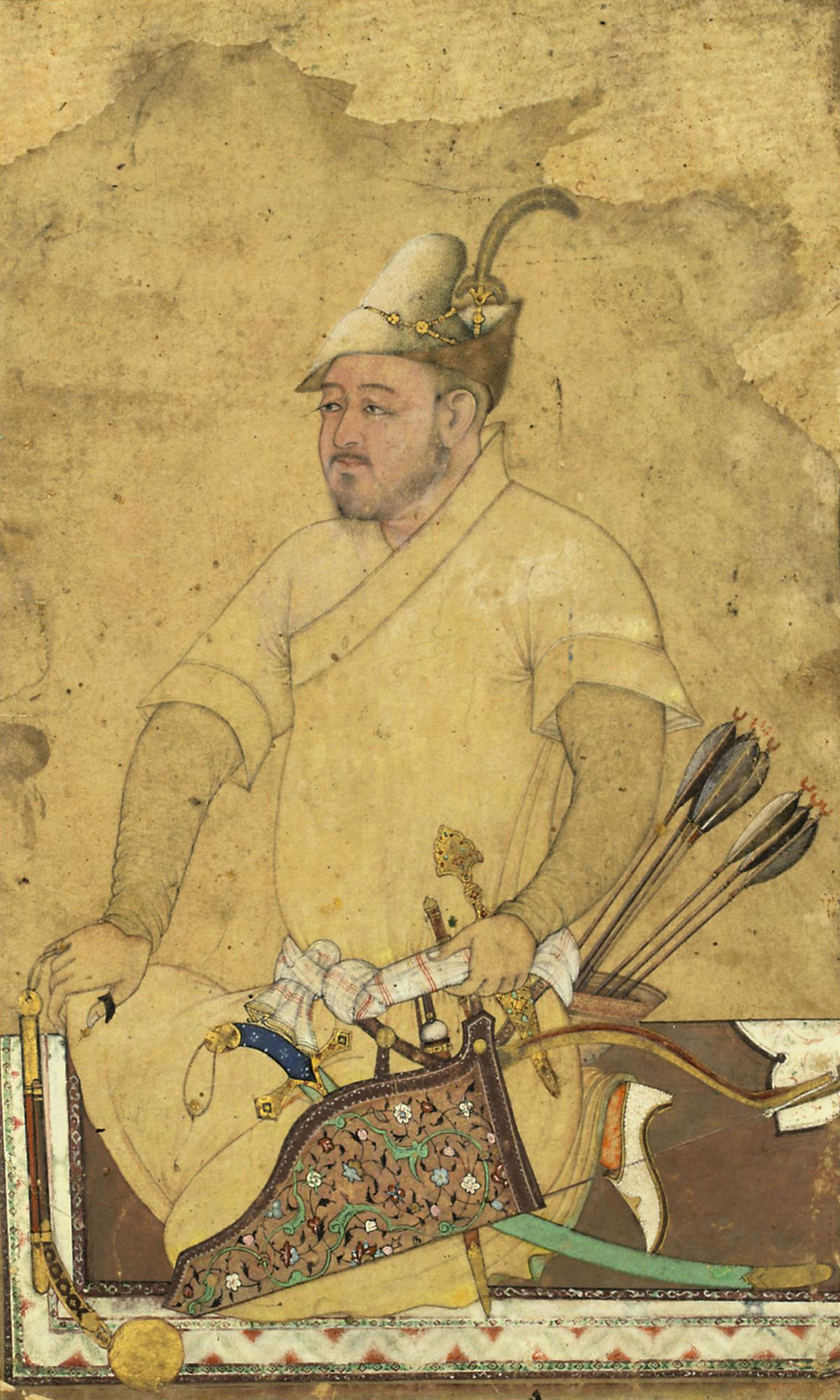
サファヴィー朝との戦いに備えるウズベク人（16世紀半ば）

1510年までに、ウズベク人は今日のウズベキスタン共和国の領土を含む中央アジアの征服を完了した。シャイバーニー朝は現在のイラン東部で勃興したサファヴィー朝と敵対していた。ウズベク人はスンナ派のムスリムであり、イラン人はシーア派であったことから、サファヴィー朝との闘争は宗教戦争の側面も持っていた。1512年頃には、シャイバーニー朝の王族であるイルバルスがホラズム地方で独立し、2つ目のウズベク人国家であるヒヴァ・ハン国を建国する。
1561年にシャイバーニー朝はサマルカンドからブハラに遷都し、首都の名前を取ってブハラ・ハン国と呼ばれるようになる。ブハラ・ハン国はマー・ワラー・アンナフル、特にタシュケント地方を制御下に置き、フェルガナ盆地東部からアフガニスタン北部までをその勢力圏としていた。
16世紀終わり頃には、ブハラやホラズムのウズベク人国家は互いの抗争やサファヴィー朝の侵入、王位継承争いの激化などにより弱体化が始まる。17世紀の初頭にブハラ・ハン国のシャイバーニー家が断絶し、ジャーン朝が取って代わった。
この時代にウズベク・ハン国が弱体化したもう一つの要因としては統治していた地域にもたらされる貿易量の全般的な減少が挙げられる。この変化はシルクロードを迂回しヨーロッパからインドや中国への海上ルートが確立された前世紀に始まった。ヨーロッパ人が支配した海上交通が拡大されたことで幾つかの貿易市場は閉鎖に追い込まれ、ブハラ・ハン国のブハラやメルヴ、サマルカンド、ホラズムのヒヴァやウルゲンチといった都市は次第に弱体化していった。
サファヴィー朝との戦争は、ウズベク人の中央アジアの他のイスラム世界からの文化的孤立を招いた。これらの問題に加えて、北部ステップ地域から侵入する遊牧民との闘争が続いた。17-18世紀、カザフ・ハン国とジュンガルが立て続けにウズベクの諸ハン国に侵入し、その後暫く続く被害と混乱の原因となった。18世紀初めにブハラ・ハン国は肥沃なフェルガナ地域を失い、コーカンドに新たなウズベク国家（コーカンド・ハン国）が建国された。

## ロシア人の来訪
続く時代は複数存在する弱体化と混乱期の一つであり、イランや北部地域から立て続けに侵攻を受けた。この時代、新たな集団であるロシア人が中央アジア地域に現れ始めた。ロシアの商人が今日のカザフスタンの緑の大地へと活動地域を拡大し始めた時期、彼らはタシュケント、さらにはヒヴァの取引相手と強力な貿易関係を築いた。ロシア人にとってこの貿易は以前の大陸を横断する貿易に代わるほど十分な利益を挙げるものではなかったが、貿易によりロシア人は中央アジアの潜在力を認識することとなった。ロシア人の注意は次第に増加する数多くのロシア人奴隷がカザフ人とトルクメン人の部族により中央アジア人へと売り捌かれているという点にも向けられた。ロシア人は国境地域付近において遊牧民により誘拐され、カスピ海の岸辺で難破したロシア人水夫は通常ブハラやヒヴァの奴隷市場で売り捌かれていた。18世紀初頭、この状況は中央アジアのハン国に対するロシアの敵意を強く呼び起こす事となった。
一方、18世紀後半から19世紀前半にかけての期間においては、新しい王朝がハン国を打ち立て回復の時期へと向かった。これらの王朝はヒヴァのコンギラト、ブハラのマンギト朝、そしてコーカンドのミンスであった。これらの新しい王朝は軍の設立と新たな灌漑事業を行う中央集権国家であった。しかし、これらの王朝の建国はカザフ・ステップにおけるロシアの権力の勃興及びアフガニスタンにおけるイギリスの地位の確立と一致していた。19世紀初めには、この地方はこれら二つの強力な帝国の標的となり、双方が中央アジアを自身の帝国の支配下に置こうとするグレート・ゲームとなった。当事者である中央アジアの人々は自身が置かれたこの危険な状況に気づいておらず、ハン国同士で覇を競う戦争と後に無意味となる征服を繰り広げていた。

## ロシアによる征服

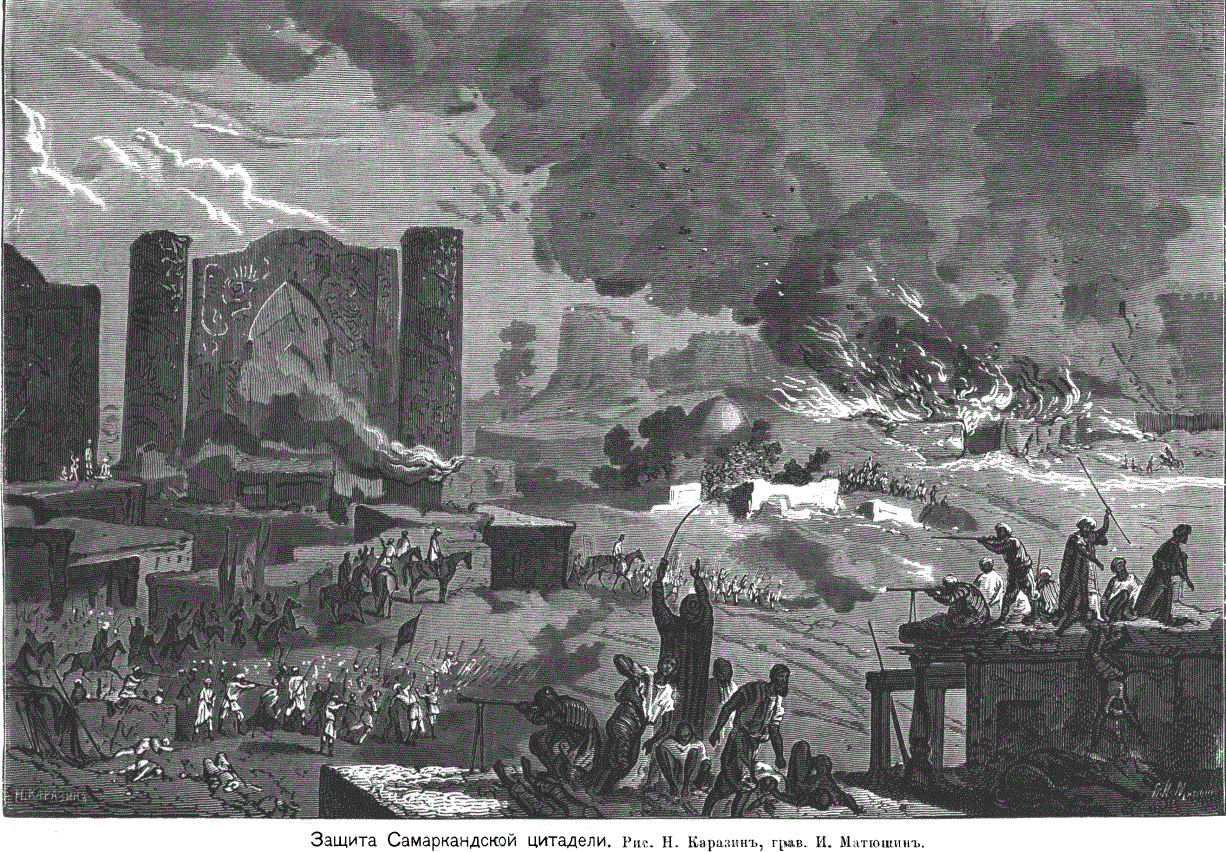
1868年のサマルカンドの要塞の防衛戦。ロシアの図入の雑誌「ニヴァ」 (1872)より。

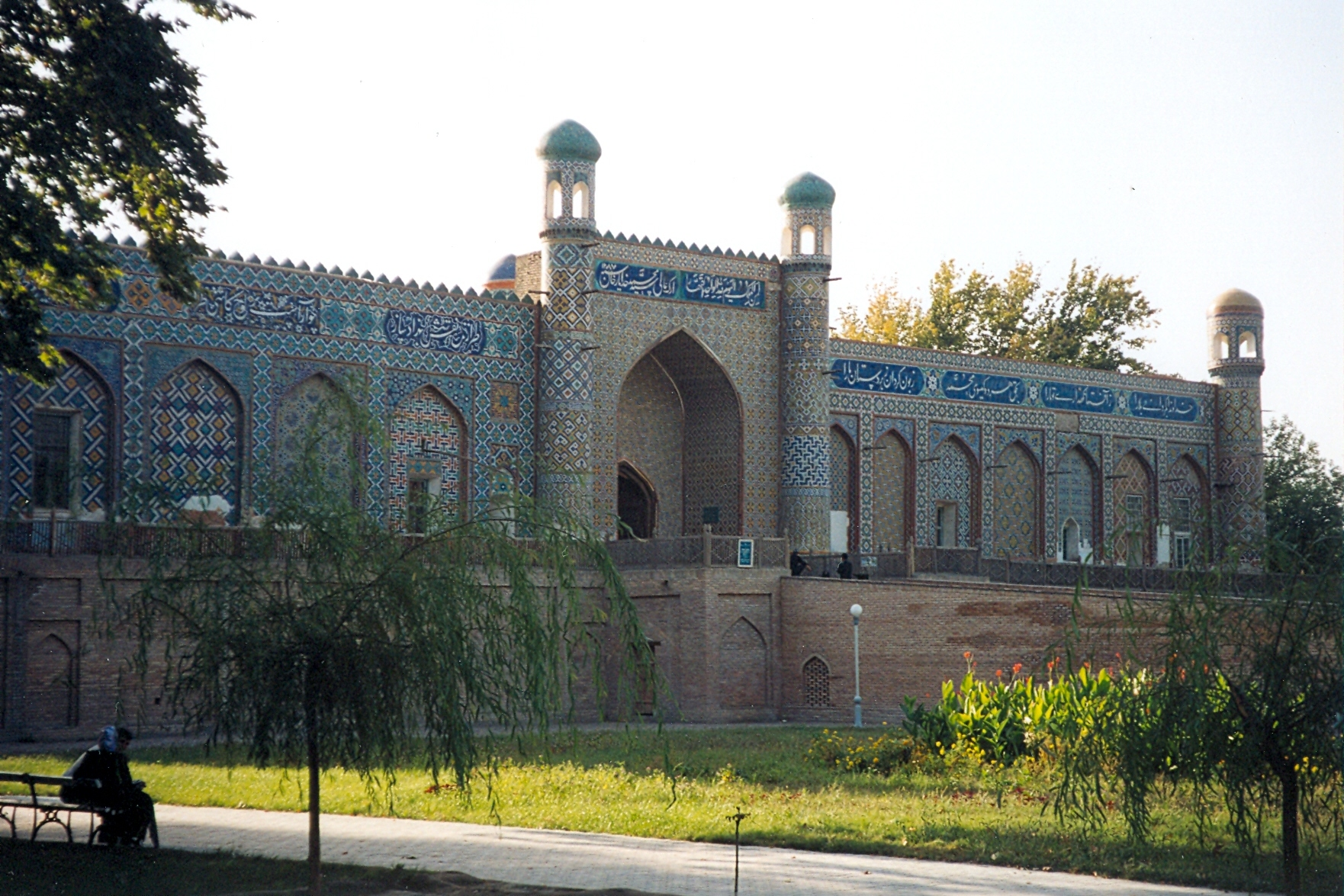
かつてのコーカンド・ハン国の宮殿

19世紀、中央アジア進出を企図するイギリスに対する名目上の関心とともに、ロシア人は中央アジア地域に対し大きな関心をもつこととなった。これはロシア市民が奴隷として扱われるという状況に対する怒りや、中央アジア地域の貿易を制御し、ロシアに対する綿花の安全な供給源を確立したいという欲望によるものであった。当時南北戦争によって、ロシアの綿花供給源であったアメリカ合衆国南部からの綿花の供給が妨げられていた時期であり、中央アジアの綿花はロシアにとって極めて重要な物とみなされていた。
ロシア帝国によるコーカサスの征服が1850年代後半に達成されると、すぐにロシア帝国の軍事省は帝国軍を中央アジアのハン国へと派遣し始めた。当時中央アジアに存在した3ハン国の主要都市であるタシュケント、ブハラ、サマルカンドはそれぞれ1865年、1867年、1868年に陥落した。1868年にブハラ・ハン国のハンはブハラをロシア帝国の保護国とする条約に調印し、ヒヴァは1873年にロシアの保護国となった。コーカンド・ハン国は1876年にロシア帝国に併合され、タシュケントとコーカンドはロシアの総督府の直轄下に入った。
1876年までに現代のウズベキスタンを構成する領土全体がロシア帝国の直轄地、もしくは間接統治下に置かれている保護国となった。ブハラとヒヴァを保護国とする条約は、ロシアにこれらの国の外交関係を統制し、貿易におけるロシアの商人への大幅な譲歩を約束するものとなった。保護国のハンは自国の内政においてはある程度の自治が与えられていた。
ロシアの支配開始後数十年間は中央アジアの人々の日常生活にさほど大きな変化はなかった。ロシアによる支配により綿花の生産量は実質的に増加したが、その他の分野において中央アジア現地の人々との相互干渉はほとんど無かった。幾つかのロシア人の集落がタシュケントやサマルカンドなどの都市の付近に設立されたが、ロシア人は現地の人々と交わろうとはしなかった。ロシア帝国時代は新たな中流階級の発生、農業において綿花栽培に重点が置かれるといった社会・経済的に重要な変化をウズベク人にもたらした。
19世紀の最後の10年間、新たなロシアの鉄道が多数のロシア人をウズベキスタンへと運んできたことで状況は変化し始める。1890年代、幾つかの反乱が起きたがすぐに鎮圧され、これはロシアの警戒を強める結果となった。ロシア人は次第にハンの内政にも干渉するようになった。ロシア帝国に対するウズベク人の唯一の大規模な抵抗と呼べるものはジャディード運動として知られるパンテュルク運動である。この運動は1860年代、中央アジア土着のイスラム教文化をロシアの侵略から保護することを求める知識層の間で起こった。1900年までにジャディード運動は中央アジア地域における政治的抵抗運動で最も大規模な運動へと発展していった。1917年に10月革命が勃発するまで、ジャディード運動の近代的で世俗的な思想は異なる理由で抵抗運動を恐れるロシア人とウズベク人のハンの双方に対する抵抗運動となっていた。
1917年の出来事に先立ち、ロシアによる支配は綿花に直接関連する分野における工業発展をもたらした。鉄道や綿繰り機が発達する一方で、栽培された綿花は加工のためロシアへと運搬されたため中央アジアの紡績産業は発展が遅かった。総督府が綿花栽培地域を劇的に増やしたことで、綿花と食料の生産の間のバランスが変化し、食料供給に関する幾つかの問題が発生した。もっとも、革命以前の時代、中央アジアには食料を十分に自給自足できる環境が整っていた。この状況はモスクワの中央政府が綿花の自給に対する冷酷なまでの運用を始めたソビエト連邦時代に変化した。この政策によりウズベキスタンのほぼ全ての農業経済が綿花栽培へと転換され、この一連の結果によりもたらされた負の影響は今日のウズベキスタンや他の中央アジアの共和国にもまだ感じられる。

## 20世紀前後
20世紀に入る頃にはロシア帝国は中央アジアにおいて完全な支配権を確立していた。ウズベキスタンの領地は3つの政権に分かれていた。ブハラ・ハン国とヒヴァ・ハン国、そしてトルキスタン総督府である。トルキスタン総督府はロシア帝国軍事省の直轄下にあった。20世紀の最初の10年間時点では独立した主権を持つウズベキスタンの共和国の下に統合された3つの地方が存在した。その間の10年間は革命、弾圧、大規模な混乱、植民地支配の時代であった。
1900年以後、二つのハン国のハンは内政上ある程度の自治権を与えられていた。しかし、彼らは究極的にはロシアの皇帝ニコライ2世の名の下に統治を行なっていたタシュケントの総督府に対して卑屈であった。ロシア帝国は中央アジアにおいて広大な領地に対して直接的な制御を行なっており、ハンに対し彼らの祖先代々の土地の大部分を統治することを許していた。この時代に温暖な気候や利用可能な土地に惹かれた多くのロシア人が中央アジアへと移り住んだ。1900年以後、ロシア文明との接触の増加がロシア人が多く住むようになった大都市圏において中央アジア人の生活に影響を与え始めた。

## ジャディード運動とバスマチ蜂起

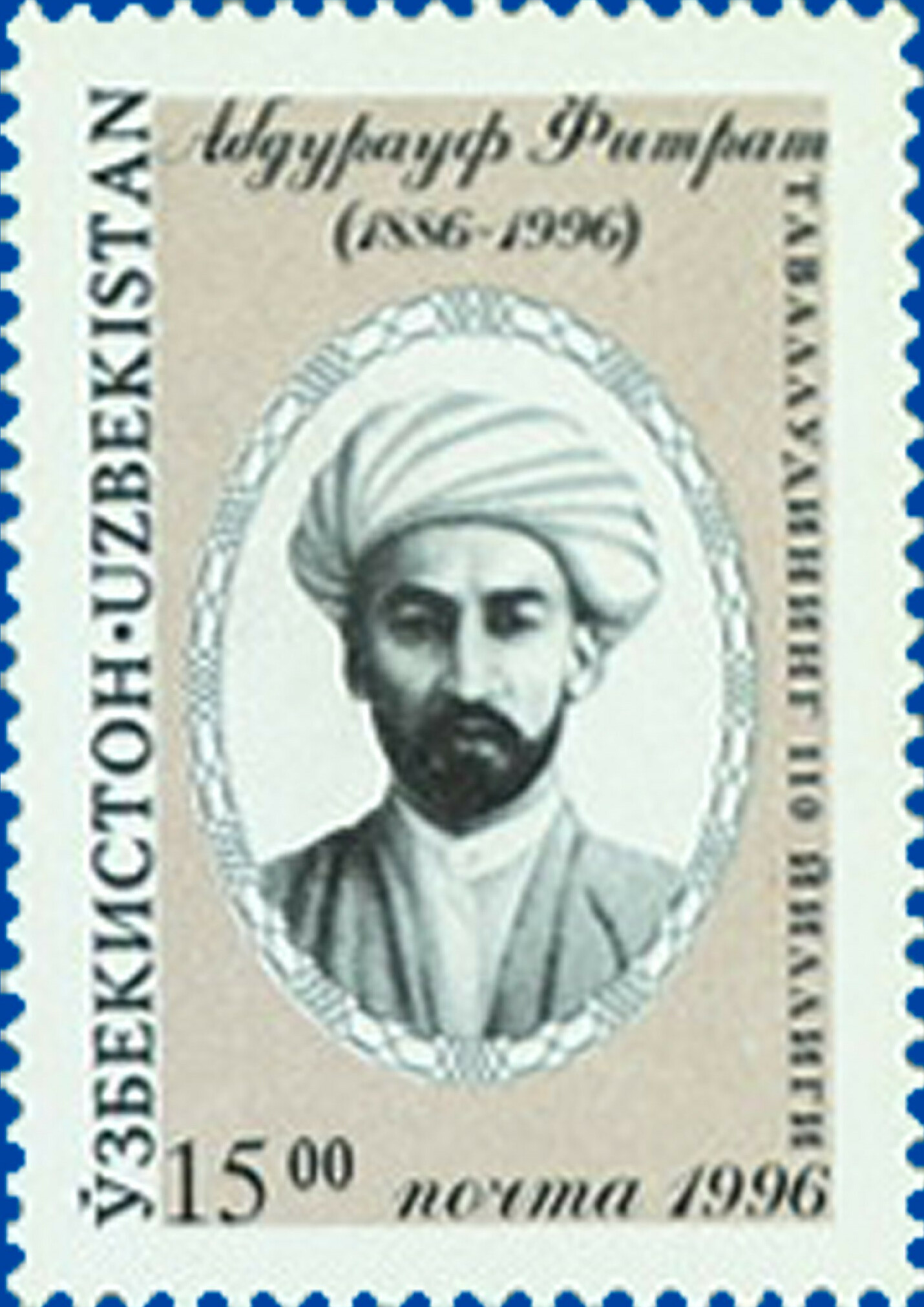
ジャディード運動の指導的立場だったアブドゥラウフ・フィトラトを描いた切手

ロシアの影響は富裕な商人の息子など若い世代の知識層の間において特に強くなった。ムスリムの学校で教育を受け、ロシアもしくはイスタンブールの大学に通ったこれらの人々はジャディード運動家として知られ、国の独立を再び獲得するための知識を使用するためロシアやイスタンブールの近代化運動、タタール人から学ぼうとした。ジャディード運動家は彼らの社会、そして宗教さえも達成すべき目的のためには作り変え近代化しなければならないと信じていた。1905年、日露戦争において日本が新たなアジアの一極としてロシア帝国に対し勝利を収めたことで、ロシアにおける革命勃発はロシアの支配を転覆させ中央アジアにおいて近代化計画を推し進めるという改革派の希望となった。しかし、革命運動で弱体化していたロシアが約束した民主主義改革はトルキスタン総督府が1905年に続く10年間で独裁支配を回復するにつれて次第に無いこととされた。一新された総督府の弾圧とブハラとヒヴァの統治者の反動的な政治により数多くの改革主義者が役職を解雇されるか、もしくは投獄された。それにも関わらず、アブドゥラウフ・フィトラトを始めとするソビエト・ウズベキスタンの未来の指導者の何人かはこの時代において貴重な革命運動経験を得、イデオロギーの影響を広げることができた。
1916年夏、東ウズベキスタンの数多くの集落において第一次世界大戦における中央アジアの兵役免除を中止するロシアの新たな決定に対し暴動が起こった。増大する暴動に対する報復措置が続いたことで、暴動はウズベキスタンからキルギス人やカザフ人の領地へと広がっていった。ここにいたり、ロシアが放牧地の接収を行ったことで、自分たちの既得権利を守ることにのみ主な関心を示していたウズベク人の間にこれまでにないほどの反感を買うこととなった。
ジャディード運動参加者の次の機会は1917年のロシアにおける2月、10月革命の勃発により訪れた。2月にはロシアの首都ペトログラードで起きた革命運動がタシュケントでも急速に広がり、トルキスタン総督府は転覆した。タシュケントにおいて二つのシステムが設立され、地方政府をソビエト連邦政府の権限が直接及ぶものとし、土着のムスリムは公権力から完全に除外された。複数のジャディード運動家を含む土着の指導者たちはフェルガナ盆地のコーカンドにおいて自治政府を設立しようと試みたが、すぐに鎮圧された。カガンでの鎮圧に続いて、ジャディード運動家とその他の緩やかな結びつきをもつ派閥は1922年にバスマチ蜂起と呼ばれるソビエト連邦の支配に対する抵抗運動を起こし始めた。彼らは内戦に生き残り中央アジアの大部分において大きな勢力をもった。10年以上に渡り、バスマチのゲリラ運動 (バスマチという名前は軽蔑的な意味を持つスラヴ諸語の用語であり、彼らは自身のことをバスマチとは呼ばなかった) 中央アジアの各地域ではソビエト連邦の支配の設立に対し激しい抵抗運動が起きた。
しかし、フィトラトやファイズッラ・ホジャエフなどの指導者を含むジャディード運動参加者の大部分は共産党にその身を投じた。1920年、ウズベキスタン共産党初代閣僚会議議長に就任したホジャエフはブハラやヒヴァの占領に際し共産党軍を支援した。ブハラ・ハン国のアミールがバスマチ運動に参加すると、ホジャエフは新たに建国されたブハラ人民ソビエト共和国の大統領に就任した。ホラズム人民ソビエト共和国もまたヒヴァを首都として建国された。
最終的に蜂起に至ったバスマチ運動はロシア内戦として最終的に鎮圧され、共産主義者はソビエト連邦の指導者ウラジーミル・レーニンの新経済政策において地方の政治的自立や経済的自立の可能性を約束することで大部分の中央アジアの人々を彼らの土着の土地から引き離していった。この状況下において、数多くの中央アジアの人々が共産党に加入し、その多くが1924年に建国された、現代のウズベキスタンとタジキスタンの一部を含むウズベク・ソビエト社会主義共和国 (ウズベクSSR) の要職に就いた。共産党政府と密接に結びついた土着の指導者たちは地方の伝統社会の変更を意図した政策を実行していった。女性の解放、土地の再分配、大衆規模の識字率向上キャンペーンなどである。

## スターリンの時代
1929年、タジク・ソビエト社会主義共和国 (タジクSSR) とウズベク・ソビエト社会主義共和国 (ウズベクSSR) が分裂した。ウズベキスタン共産党の指導者として、ホジャエフは1920年代後半から1930年代前半にかけて行われたソビエト連邦政府の集団農場政策を強制的に実行し、同時に政府や政党におけるウズベク人の参加を増やそうとした。ソビエト連邦の指導者であったヨシフ・スターリンはソビエト連邦内の非ロシア人共和国の全ての指導者の改革主義的な動機を疑った。1930年代後半までに、ホジャエフとウズベクSSRの要職にあった集団は皆逮捕され大粛清の被害者となった。
愛国主義者の粛清後、ウズベキスタン国内の政府や政党の要職はモスクワ中央政府に対する忠誠を誓う人々で占められた。経済政策では農業の多様性は無視されソビエト連邦内の他の共和国に対する綿花供給が強調された。第二次世界大戦中、ヨーロッパロシアから多くの工場がウズベキスタンや中央アジアの他の国々に疎開してきた。これに伴い、ロシアや他のヨーロッパの工場労働者が国内に流れこむこととなった。土着のウズベク人は国内において農業の盛んな地方に居住していたため、移民が集中するタシュケントや他の大都市などの都市部は次第にロシア化されていった。戦争中にウズベキスタンへ移入してきたロシア人に加え、モスクワ中央政府がヨーロッパロシアにおける危険分子と認識していたクリミア・タタール人やチェチェン人、高麗人といった他の民族が共和国内に亡命してきた。

## ロシア化に対する抵抗
1953年にヨシフ・スターリンが亡くなると、ニキータ・フルシチョフ第一書記 (1953年-1964年) 主導により全体主義的統制の緩和が行われ、粛清されたウズベク人の愛国主義者の何人かは復帰を果たした。より多くのウズベク人がウズベキスタン共産党に加入し始め、政府の役職に任命された。しかし、ウズベク人が政権の要職に就いたという点はロシア的な見解においてそうである、というだけであった。ロシア語は国家の公用語であり、ロシア化は政府や政党における役職を得るための前提条件であった。ロシアの生活様式やロシア語を解さない人々もしくはウズベキスタンの生活様式やアイデンティティを捨てることができなかった者はウズベキスタンの社会において公的機関の指導的役割からは除外されていた。この伝統のため、ウズベキスタンはソビエト連邦内でも有数の政治的に保守的な共和国の一つという評判を立てられることとなった。
ウズベク人が社会において指導者の地位を獲得するにつれ、彼らは地方や一族の連帯を基礎とする非公式のネットワークを再び設立、構築し始めた。これらのネットワークは一族内の援助を提供し、しばしば一族と国や政党を結びつける有益な役割を果たした。この現象の極端な例が、1959年から1982年までウズベキスタン共産党第一書記を務めたシャラフ・ラシドフ政権下で行われた政策である。在任期間中、ラシドフは数多くの親戚や自身の出身地と関わりのある人物を政府や政党の指導的立場に就かせた。こうして「結びついた」人々は自身の地位を、豊かになるための個人間の封建制度として扱っていた。
このようにして、ラシドフはウズベキスタンからモスクワに対する卑屈な精神を無くすための努力を行うことに成功した。彼の死後明らかになった所では、ラシドフは1964年から1982年までソビエト連邦第一書記を務めたレオニード・ブレジネフと中央政府の高官に対し賄賂を送ることで忠実な味方であり続けるという方法をとった。この方法が功を奏し、ウズベキスタン政府は次第にエスカレートするモスクワ中央政府の綿花増産要求を満たしていると虚偽の報告を行うことが許されていた。

## 1980年代
ラシドフ死後の数年間、モスクワは過去数十年において弱まったウズベキスタンの中央政府によるコントロールの強化を再び進めようと試みた。1986年、共和国のほぼ全ての政党と政府の指導者は綿花栽培の統計改竄に加担していたと発表された。最終的には、ラシドフ自身もレオニード・ブレジネフの義理の息子で第一内務次官だったユーリ・チュルバノフとともに死後においてこの改竄に加担していたことにされた。
そして、ウズベキスタンの指導者に対する大規模な粛清が実行され、モスクワから派遣された検察官により汚職尋問が行われた。ソビエト連邦において、ウズベキスタンと言う語は汚職と同義であった。ウズベク人達自身は中央政府は自分たちを不当に扱っていると感じていた。1980年代、この感情の鬱屈はウズベク人のナショナリズムの強化へと結びついた。ウズベキスタンにおける綿花栽培の強化やイスラム教的な運動の根絶に対する取り組みといったモスクワ中央政府の政策はタシュケントにおいて大きな批判にさらされた。
1989年、フェルガナ盆地において大規模な民族間の対立が起き、土着のメスヘティア・トルコ人がウズベク人により暴行を受ける事件が発生、キルギスの首都オシではウズベク人とキルギス人の若者が衝突した。この民族間の対立に対するモスクワ中央政府の返答は粛清の緩和とイスラム・カリモフのウズベキスタン共産党第一書記への任命であった。地方の政党エリート出身ではないカリモフの任命には、粛清に関与していない外部の者を任命することにより緊張を緩和しようというモスクワ中央政府の狙いがあった。
しかし、ペレストロイカやグラスノスチといったミハイル・ゴルバチョフソビエト連邦政権の自由解放的な政策以降もウズベク人の不満はくすぶっていた。不満が爆発した次の機会、ウズベク人は綿花スキャンダル、粛清、その他長く明言されて来なかった感情に対する苦しみを表現することとなった。これらの不満の中には共和国内の環境問題も含まれており、重工業に対する長期間に渡る重点化や綿花に対する厳しい増産要求の結果環境問題として表面化してきていた。その他、ウズベク人はソビエト軍へのウズベク人従軍者が経験する差別や迫害、依然増加する人口に対し仕事の供給を行うための国内工業発展投資の不足なども訴えていた。
1980年代後半までに、これらの不満を抱える知識人階級が主となり幾つかの政治組織が結成された。これらの中で最も重要であったのは、ビルリク (統一) という政党が当初、農業の多様化やアラル海の縮小を食い止めるプログラム、ウズベク語を共和国の公用語とする宣言などを提唱していたことである。これらの問題を提唱した要因としては、一つにはビルリクが実際に関心を持っていたという点が挙げられるが、もう一つの要因としてウズベキスタン政府に対する大きな不満を示す安全な方法としての方便という一面があった。ビルリクの公開討論において、政府とウズベキスタン共産党は決して優位を失うことはなかった。カリモフが共産党の第一書記に就任することが明らかになるにつれて、ほとんどのウズベク人、特に都市圏以外に住む者は共産党と共産党政権の支持を表明した。ビルリクの知性派指導者は国内の多様な層にアピールすることはできなかった。

## 1991年以降

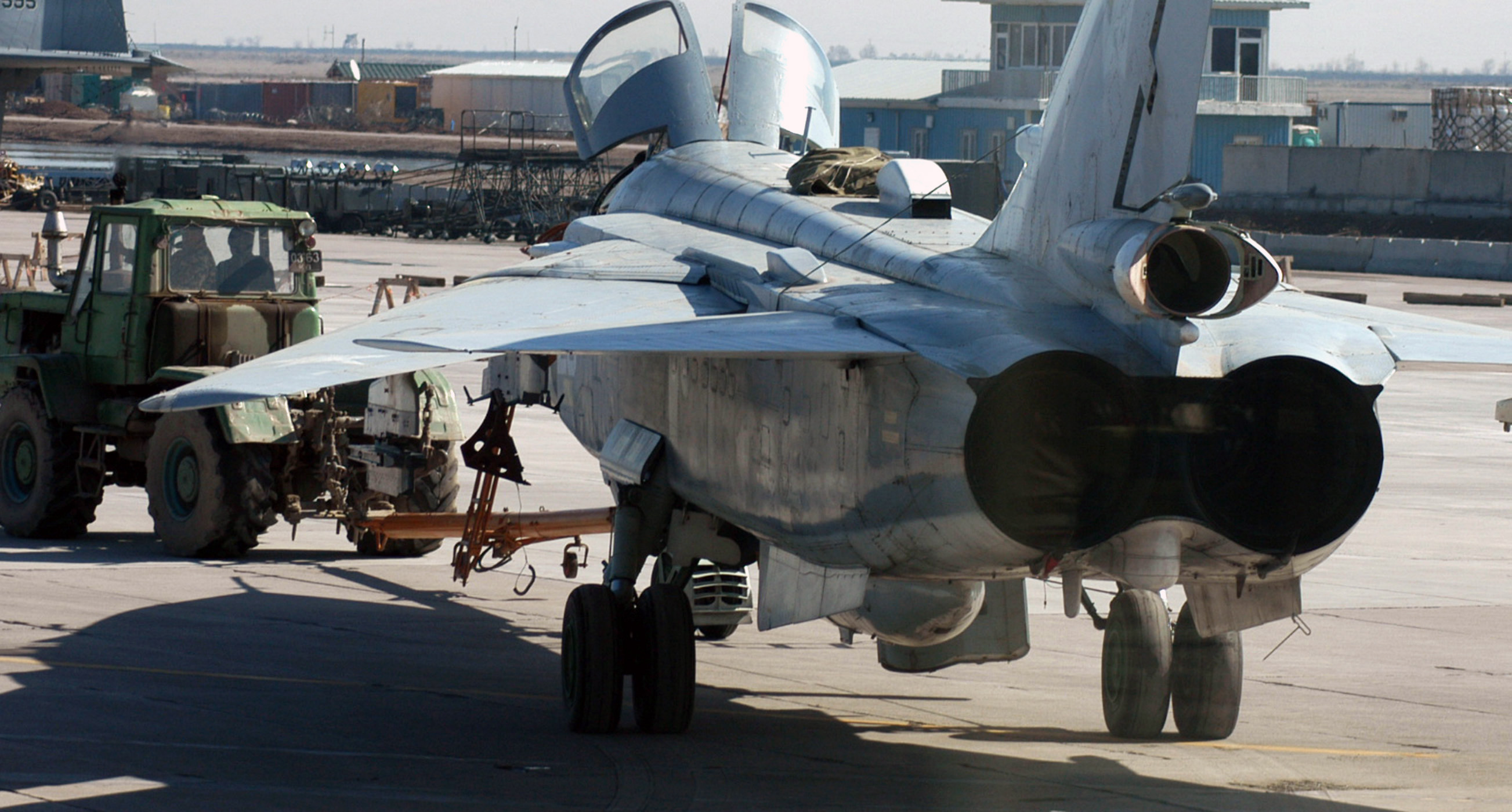
カルシ・ハナバード空軍基地。アンディジャン事件まではアメリカ合衆国軍が駐留していた。

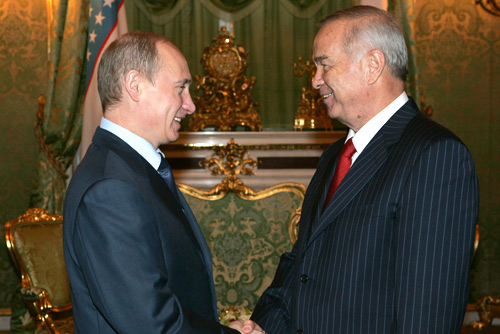
モスクワのクレムリンにおいてウラジーミル・プーチン大統領と会談するイスラム・カリモフ大統領

1991年8月、ゴルバチョフ政権に不満を抱いた強硬派がクーデターを起こし、ソビエト連邦内で独立運動が起こるきっかけとなった。ウズベキスタンは当初クーデターに対して静観の構えをとっていたが、8月31日、ウズベキスタンはソビエト連邦からの独立を宣言した。1991年12月、独立に対する国民投票の結果全人口の98.2％が賛成した。同月、ウズベキスタン議会が開設され、カリモフが新たな国の大統領となった。
ウズベキスタンは独立を求めていたわけではなかったが、独立するに及んで、カリモフと政府は新たな現実に適応するため迅速な行動を起こした。彼らはソビエト連邦の代わりとなる緩やかな国家の結びつきを目指す独立国家共同体の下においては、ウズベキスタン政府が過去70年間に渡り慣れ親しんできた補助金を出す中央政府はもはや存在しないことを認識した。過去の経済的な連帯は見直しが行われ、新たな市場経済原理が打ち立てられた。ソビエト連邦時代に規定されたウズベキスタンは外国との独立した国際関係を一切持たず、他国との外交関係を一刻も早く樹立する必要があった。投資や対外債権は政治的な異議を唱えることを制限する国家に対する西洋諸国の経済制裁に照らせば、魅力的であり一方で恐ろしい挑戦となりうるものであった。例えば、1992～1993年の国内の反体制派に対する抑圧は予期せず外国の投資が減少する原因となった。西洋諸国におけるウズベキスタンのイメージは続く数十年において、魅力的で安定した実験的投資を行える国という評価とソビエト連邦後の独裁政権により人権記録は財政支援は薦められないとする相反する評価を行ったり来たりしている。このようなイメージの移り変わりにはウズベキスタン独立後最初の5年における政治的、経済的な成功が大きな影響を与えている。
独立後、カリモフは反ロシア的な愛国主義者の活動を推進し、ロシア系の人々の80% 、200万人以上がウズベキスタンを去っていった。
幾つかのイスラム教国家からやってきたイスラム教学者の活動は公務に参加する真の機会の欠如と結びつき、イスラム教過激派に与する人口の増加に貢献することとなった。1999年2月の爆弾事件では、車に搭載された爆弾がタシュケントで爆発、大統領のカリモフは危機を回避し暗殺は未遂に終わった。政府は爆弾事件の首謀者をウズベキスタン・イスラム運動 (IMU) と断定した。犯行に加担したと疑われた何千人もの人々が逮捕、投獄された。2000年8月、キルギスの軍事集団がウズベキスタンの国境から不正入国を図った。テロ活動は特に国内南部において顕著であった。
2004年3月、新たな攻撃が国内を襲った。これらの犯行は国際テロリストのネットワークによって犯行声明が出された。犯行声明によると、2004年3月28日にブハラの中心街で起きた爆弾テロにより10人が死亡した。その数日後、政治家たちが視察先の工場において攻撃を受け、翌日の朝には警察の交通違反取締り地域が襲われた。犯行は3月29日にさらに規模が大きくなり、タシュケントの中央市場付近で二人の女性が別々に爆弾を設置、二人が死亡し20人が怪我をおった。この一連の事件はウズベキスタン国内初の自爆テロだった。同日、3人の警察官が撃たれて死亡した。ブハラではテロリストの物と疑われる爆弾が工場内で爆発、10人が死亡した。翌日には警察が首都南部過激派のアジトと考えられる建物を家宅捜索した。
大統領のカリモフは攻撃はおそらく禁止された政党の過激派集団ヒズブ・タフリール (解放党)によるものであると主張したが、彼らは関与を否定した。犯行を行ったと考えられるグループとしてはタジキスタンやアフガニスタンを本拠地とし、2001年9月11日以降アメリカ合衆国に対するウズベキスタン政府の支援に反対していた軍事集団が想定されている。
2004年、イギリス大使のクレイグ・マレーはカリモフ政権の人権侵害とそれに同調するイギリスの姿勢を明らかにした後、自身の職を辞任すると発表した。
2004年7月30日、テロリスト集団はタシュケントにあるイスラエルとアメリカ合衆国の大使館を爆弾を持込み、3人が死亡、数人が怪我を負った。ウズベキスタンのイスラム過激派グループアル・カーイダと繋がりのあるウェブサイトに対して攻撃を行ったことに対する責任であるという犯行声明を投函した。テロに関する専門家はこのテロの主要因はアメリカ合衆国とその政策である対テロ戦争に対するウズベキスタンの支援にあると述べている。
2005年5月、ウズベキスタン軍が23人の地方のビジネスマンの投獄に関し抗議を行う民衆に発砲、数百人のデモ参加者が死亡した。(詳細はアンディジャン事件を参照。)
2005年7月、ウズベキスタン政府はアンディジャン事件において非難を行ったアメリカ合衆国に対し、カルシ・ハナバード空軍基地から180日以内に撤退するよう要求した。ロシアとドイツの空軍基地は現在もウズベキスタン国内に存在している。
2007年12月、カリモフ大統領は不正選挙により再選を果たした。西洋の選挙監視委員会は、選挙は欧州安全保障協力機構 (OSCE) の定める選挙に関する多くの水準を満たしていないと指摘した。選挙は厳しく制限された環境のもとに行われており、全ての立候補者が現職の大統領を支持したため実際には反対者はいない状況であった。人権活動家は選挙の投票所における、カリモフに投票すべきという公の圧力が国内各地で見られたと報告している。BBCは多くの人々がカリモフ大統領以外の人物に投票することを恐れていると報じた。ウズベキスタン憲法によると、カリモフは2期連続で大統領を務めているため本来大統領として立候補できず、彼の立候補及び当選は違法であった。
選挙で行われたことは、多くの反対活動家が秘密警察により逮捕され、詩人ユースフ・ジュマヤエフのように反対運動を行った者は投獄されていることが象徴している。ニューヨーク・タイムズやBBC、AP通信を含む複数の報道機関が選挙の信頼性を否定している。2007年、大統領の甥で41歳のジャムシード・カリモフを含む約300人の反体制派が投獄された。